# عبد الله كرمل
عبد الله كرمل (بالتركية: Abdullah Karmil)‏ هو لاعب كرة قدم تركي في مركز الدفاع، ولد في 22 يناير 1988 في إسطنبول في تركيا. شارك مع فريق تركيا الوطني لكرة القدم للشباب ومنتخب تركيا تحت 19 سنة لكرة القدم ومنتخب تركيا تحت 21 سنة لكرة القدم. أما مع النوادي، فقد لعب مع 1461 طرابزون وأضنة سبور وألانيا سبور وطرابزون سبور وعثمانلي سبور.

## وصلات خارجية
- عبد الله كرمل على موقع الاتحاد الأوربي (الإنجليزية)
- عبد الله كرمل على موقع اتحاد تركيا (لاعب) (الإنجليزية)
- عبد الله كرمل على موقع قاعدة بيانات كرة القدم.إي يو (الإنجليزية)
- عبد الله كرمل على موقع Soccerway.com (الإنجليزية)
- عبد الله كرمل على موقع عالم كرة القدم.نت (الإنجليزية)
- عبد الله كرمل على موقع GSA (الإنجليزية)